# Karlernst Knatz
Karlernst Knatz, Pseudonyme Werle; Peter Squenz, (geboren 15. Juni 1882 in Bromberg, Deutsches Reich; gestorben 19. Januar 1951 in Bad Kreuznach) war ein deutscher Schriftsteller.  

## Leben
Über Karlernst Knatz liegen nur wenige biografische Informationen vor. Knatz gab 1908/09 für den „Buchverlag fürs Deutsche Haus“ mehrere Bücher heraus, darunter zwei Bände Deutschen Humors. Er verfasste die Vorworte zu Neuausgaben von Die Leiden des jungen Werther und Die Elixiere des Teufels. 1909 stellte er einen Band mit Liebesgedichten Goethes zusammen. 
In der Weimarer Republik schrieb er für die Weltbühne unter dem Pseudonym Peter Squenz, er war im Ende 1920 kurzzeitig Chefredakteur der Illustrierten Die Woche, 1921 bis 1923 Redakteur beim Kladderadatsch und zeitweise Schriftleiter der in Berlin erscheinenden Täglichen Rundschau. Von der Erstsendung im Jahr 1924 an bis 1928 betreute er die Radiosendung „Stunde mit Büchern“ beim Sender Funk-Stunde Berlin. Knatz schrieb Filmrezensionen, so 1933 in Hans Hinkels kurzlebiger Zeitschrift Deutsche Kultur-Wacht des nationalsozialistischen Kampfbundes für deutsche Kultur.

## Schriften (Auswahl)
- Wolfgang von Goethe: Die Leiden des jungen Werther. Vorrede Karlernst Knatz. Leipzig : Buchverlag fürs Deutsche Haus, 1908
- (Hrsg.): Aus Goethes Sonnentagen : eine Auswahl aus Goethes Liebeslyrik. Anthologie. Berlin : Concordia, 1909
- Kaiserin Auguste Viktoria oder: Frau Ebert. Eine symbolische Skizze. Berlin : Eulen-Verlag, 1919
- Der Polterabend im Hause Soeter. Kriminal-Roman. Stuttgart : J. Engelhorn, 1924
- mit Rudolf Presber: Die Kobra. Operette.
- mit R. Wilde: Mannequin. Operette.